# Proasellus karamani
Proasellus karamani is een pissebed uit de familie Asellidae. De wetenschappelijke naam van de soort is voor het eerst geldig gepubliceerd in 1934 door Remy.